# Most Tumski w Poznaniu
Most Tumski w Poznaniu – nieistniejący most drogowy na rzece Warta, później na odnodze Warty przekształconej w starorzecze nazywane Starą Rzeką (zapełniającej się jedynie podczas wyższych stanów wody), w granicach administracyjnych miasta Poznania.

## Położenie
Most był położony pomiędzy dzisiejszym mostem św. Rocha a mostem linii kolejowej Poznań-Warszawa. Łączył ówczesne wyspy Chwaliszewo i Ostrów Tumski.

## Historia
Most istniał od czasu średniowiecza, na wylocie obecnej ul. Chwaliszewo, na trakcie z Poznania przez Chwaliszewo, Ostrów Tumski, Śródkę - w kierunku wschodnim.
W 1857 w związku z budową Twierdzy Poznań, podczas której wykopano między innymi Zachodni Kanał Ulgi, powstał drewniany most drogowy łączący umocniony Ostrów Tumski z lewym brzegiem. Była to konstrukcja leżajowa, o czterech dużych przęsłach i piątym, niewielkim przęśle zwodzonym. Miał on ponad 40 metrów długości i 7,5 metra szerokości. W latach 1857–1862 wschodni przyczółek umocniono budując dwie kaponiery.
W 1886 drewnianą konstrukcję zastąpił most żelazny o długości niemal 50 metrów i szerokości 9 metrów. Miała nośność 10 ton, brukowaną powierzchnię i chodniki wyłożone granitowymi płytami. Zlikwidowano także przęsło zwodzone zastępując je stałym. We wrześniu 1880 dodano pojedynczy tor tramwajowy przy krawędzi mostu. Poszerzono także przejazd w umocnionym, wschodnim przyczółku, wyposażając go jednocześnie w żelazną bramę.
Podczas powodzi w 1889 roku północna kaponiera została podmyta, wskutek czego zawaliła się. Uszkodzonych umocnień nigdy nie odbudowano. Został doszczętnie zniszczony w 1924 podczas powodzi, która rozmyła nabrzeże od strony Chwaliszewa, a następnie rozebrany.
W 1925 zastąpił go żelbetowy most Bolesława Chrobrego.